# Bjerndrup
Bjerndrup is een plaats in de Deense regio Zuid-Denemarken, gemeente Aabenraa, met 216 inwoners (2007).